# هيروشي كوباياشي (لاعب كرة قاعدة)
هيروشي كوباياشي (باليابانية: 小林宏؛ بالكانا: こばやし ひろし) هو لاعب كرة قاعدة ياباني، ولد في 30 نوفمبر 1970 في هاتسوکايجي في اليابان.

## وصلات خارجية
- هيروشي كوباياشي على موقع الدوري الياباني لكرة القاعدة (الإنجليزية)
- هيروشي كوباياشي على موقعبيزبول رفرنس.كوم (الدوري الثانوي) (الإنجليزية)